# Alex Rider: Operació Stormbreaker
Alex Rider: Operació Stormbreaker (títol original en anglès: Stormbreaker) és una pel·lícula estatunidenca, adaptació de la novel·la homònima de la sèrie d'aventures d'Alex Rider d'Anthony Horowitz estrenada l'any 2006. Ha estat doblada al català.

## Argument
Alex Rider (Alex Pettyfer) és un noi de 14 anys que viu amb el seu oncle Ian Rider, un avorrit director de banc... o això és el que sembla fins que l'oncle mor en circumstàncies misterioses, i la seva governanta, Jack Starbright, una dona de 28 anys.
Alex descobreix que en realitat era un espia, i que ha estat assassinat per Yassen Gregorovich (Damian Lewis), un dels criminals més perillosos del món. Reclutat pel Sr. Blunt (Bill Nighy) i la Sra. Jones (Sophie Okonedo), de la divisió d'Operacions Especials del MI6, aquest col·legial s'adona que el seu oncle, en fomentar els seus entreteniments, l'ha preparat a consciència per a una carrera en l'espionatge. Lingüista, bussejador, escalador, expert en arts marcials i excel·lent tirador, Alex té totes les qualitats necessàries per ser el perfecte espia adolescent. Proveït de la seva col·lecció particular de ginys especials, Alex s'embarca en la seva primera missió.

## Repartiment
| Personatge          | Intèrpret          |
| ------------------- | ------------------ |
| Alex Rider          | Alex Pettyfer      |
| Herod Sayle         | Mickey Rourke      |
| Mrs Tulip Jones     | Sophie Okonedo     |
| Jack Starbright     | Alicia Silverstone |
| Alan Blunt          | Bill Nighy         |
| Yassen Gregorovitch | Damian Lewis       |
| Smithers            | Stephen Fry        |
| Sabina Pleasure     | Sarah Bolger       |
| M. Grin             | Andy Serkis        |
| Nadia Rami          | Missi Pyle         |
| Wolf                | Ashley Walters     |
| Charlie             | Samuel Rees        |
| Ian Rider           | Ewan McGregor      |
| Primer Ministre     | Robbie Coltrane    |

## Rebuda
Les crítiques del film són molt negatives, en el lloc Allociné la premsa li dona una nota de 2,2/5 per a 14 crítics i els espectadors 2,3/5 per a 1.862 notes de les quals 202 crítiques.
En el lloc IMDb ha obtingut una mitjana de 5,1/10 per 18.793 usuaris.
Crítica
- "Els joves la gaudiran (...) Encara que no és molt original, les escenes d'acció són amenes, el veterà repartiment és divertit i l'atractiu Pettyfer fa un sòlid debut. (...) Puntuació: ★★½ (sobre 4)."[4]
- "És millor que algunes pel·lícules de James Bond, sense importar l'edat que tinguis."[5]
- "És una pel·lícula d'acció, però l'acció està filmada de forma tan pobra que arriba a fer vergonya."[6]